# Sangli
Sangli este un oraș în India.